# Стришув
Стришув (пол. Stryszów) — село в Польщі, у гміні Стришув Вадовицького повіту Малопольського воєводства.
Населення — 2059 осіб (2011).

## Історія
У 1975-1998 роках село належало до Бельського воєводства, підпорядковувалося районній адміністрації у Вадовицях.

## Демографія
Демографічна структура станом на 31 березня 2011 року:
|          | Загалом | Допрацездатний вік | Працездатний вік | Постпрацездатний вік |
| -------- | ------- | ------------------ | ---------------- | -------------------- |
| Чоловіки | 1009    | 208                | 695              | 106                  |
| Жінки    | 1050    | 210                | 598              | 242                  |
| Разом    | 2059    | 418                | 1293             | 348                  |